# Monasterio de San Vicente
El monasterio de San Vicente es un complejo monacal del casco antiguo de Oviedo, España cuya fundación supuso a su vez la fundación de la ciudad en torno al año 761 (siglo VIII). Actualmente es de titularidad estatal, perteneciente al Ministerio de Cultura. En sus dependencias alberga el Museo Arqueológico de Asturias.

## Historia
El monasterio de San Vicente fue fundado el 25 de noviembre del año 781, fecha de su documento fundacional, en el que se describe la llegada y asentamiento de Máximo y Fromestano veinte años antes, en el 761, en un lugar llamado Oueto para fundar la basílica de San Vicente, diácono y mártir de origen valenciano. Poco después estos dos personajes y sus seguidores levantarían el monasterio de San Vicente, formación eclesiástica que poco después se acogería a la regla de San Benito y que tuvo en sus inicios veintiséis moradores y fue el núcleo primigenio del futuro Oviedo.
Gracias al apoyo de la realeza y nobleza asturiana el monasterio fue reconstruido en los siglos XI y XII. En aquellos momentos el monasterio estaba sometido en obediencia al Obispo de Oviedo de forma que incluso estaba conectado con la basílica de San Salvador.
El Monasterio fue reconstruido en numerosas otras ocasiones de forma que los elementos pertenecientes a las obras medievales y el claustro románico fueron diseminándose y perdiéndose. El complejo se expandió hacia la huerta de la monjes, en dirección a la muralla de la calle Paraíso durante el siglo XVII. Esta expansión en forma de L se conecta a través del Arco de San Vicente —sobre la calle homónima— a la casona principal y hoy está ocupada por la Facultad de Psicología de la Universidad de Oviedo. La plaza donde se ubica esta Facultad está dedicada así mismo a la figura de fray Benito Jerónimo Feijoo (1676-1764) y tiene en su centro una obra en actitud pensante del escultor Gerardo Zaragoza. Este fraile ocupó una celda en el Monasterio durante cincuenta y cinco años —hoy se puede visitar en el Museo Arqueológico, así como su biblioteca— del que fue durante más de treinta años su abad.
Hasta su disolución en 1836 era considerado el cenobio más rico e influyente de Asturias, gracias al favor de los reyes y de la nobleza local. Fue declarado Monumento Histórico Artístico en marzo de 1962, aunque su claustro ya gozaba de tal reconocimiento desde 1934.
Hoy en día la iglesia de San Vicente, única parte del Monasterio que continúa en manos de la iglesia, es propiedad de la Parroquia de Santa María la Real de la Corte.

## Piezas de interés
- Claustro del Monasterio, del primer tercio del siglo XVI y de estilo gótico-renacentista que sustituyó a otro románico, al parecer de Juan de Badajoz «el Joven». El claustro está formado en su planta baja por un grupo de veinte bóvedas de arquería en la plata baja; y en la alta, de estilo plateresco, mediados de ese mismo siglo XVI, por columnas de capiteles y zapatas ornamentados con mascarones y medallas. Es en este claustro en donde está ubicado el Museo Arqueológico de Asturias.
- Sepulcro de Rodrigo Álvarez de las Asturias, señor de Noreña y de Gijón, protector del Monasterio, que a su muerte, ocurrida en el año 1332, sería enterrado en la iglesia conventual de San Vicente. El sepulcro, considerado una obra de excepcional valor de estilo gótico‑mudéjar, fue definido así por Tubino en la descripción de la visita de los Reyes de España en 1860:

Consiste en una caja de mármol blanca colocada sobre dos travesaños, que figuran leones echados sobre el suelo. Ciérrala por su parte superior, una cobertera de la forma triangular, que se adapta a la parte inferior, o fija del 
monumento. Ofrece éste, tanto en uno como en otro cuerpo, diferentes escudos de relieve y entre ellos llenan el espacio labores de ramas y hojas, según el estilo ojival, dibujados con gusto y elegancia. El mausoleo debió hallarse pintado con variedad de colores, y en el campo de los escudos figurados los blasones también por la policromía. Todo ha desaparecido y sólo en algunos puntos descúbrense aún vestigios de color rojizo de que parece estuvo pintado el fondo.

En 1860 el sepulcro fue trasladado al Museo Arqueológico dejando los restos de tan ilustre señor en una caja de zinc forrada de madera. Hoy una placa a la derecha del crucero reza:

Aquí yace Don Rodrigo Álvarez
Señor de Noreña merino de Asturias
padre adoptivo
del rey D. Enrique II de Castilla
bienhechor de esta Iglesia.

- Ara de un altar prerrománico y dos pilas bautismales recuperadas en ciertas obras realizadas en la sacristía en 1970. La primera de las pilas de forma redonda y la segunda, la más interesante de todas las piezas, de corte rectangular y medidas 100 x 63 x 55 cm de mármol lustroso tiene los bordes decorados en un biselado de dibujo floral que recuerda claramente a la época romana. Está considerada como una de las primeras pilas bautismales de inmersión existente en la Península. En la actualidad se puede admirar en la sacristía de la Iglesia.